# Sisterdale
Sisterdale ist eine uninkorporierte, von Landwirtschaft geprägte Ortschaft im Kendall County des US-Bundesstaats Texas.
Sie wurde 1847 gegründet und liegt 21 Kilometer nördlich von Boerne im Tal des Sister Creek auf einer Höhe von 390 m. In den 1850er Jahren war Sisterdale das bekannteste Latin Settlement deutscher Einwanderer in Texas.

## Geschichte
Die Besiedlung von Sisterdale durch europäische Einwanderer begann 1847 mit der Ankunft des deutschen Freidenkers Nicolaus Zink. Anfangs Teil von Comal County, wurde Sisterdale 1862 Teil des neugebildeten Kendall County. Zink schlossen sich bald weitere Siedler aus Deutschland an, insbesondere viele Forty-Eighters, die Sisterdale zum bekanntesten Latin Settlement in der texanischen Geschichte machten. Dazu zählten Fritz und Betty Holekamp, der Geograph Ernst Kapp, Ottomar von Behr, der Arzt Wilhelm Runge, der Journalist Carl Adolph Douai, August Siemering, der später die San Antonio Express News gründete, Julius Fröbel, der spätere Börsenmakler Gustav Theissen und Edgar von Westphalen, der Bruder von Jenny von Westphalen und Schwager von Karl Marx. Das erste Kind, das in Sisterdale geboren wurde, war Julius Holekamp am 10. Juni 1849. Ein weiterer Siedler war Edward Degener, später Abgeordneter im US-Repräsentantenhaus (1869–1871). Julius Dresel (Dressel) aus Geisenheim pflanzte als erster einen Weinberg in Sisterdale. Sein Bruder Emil Dresel und dessen Partner Jacob Gundlach gründeten später den Rhein Farm Vineyard (Gundlach-Bundschu) in Sonoma, das älteste noch bestehende Familienunternehmen im Weinbau in Kalifornien.
Durch diese intellektuellen Siedler wurde Sisterdale „geistiger Mittelpunkt der Deutschen von Texas“ bzw. zum „Salon inmitten des deutschen Texas“. „Die Gutsbesitzer von Sisterdale kamen häufig zu wissenschaftlichen Vorträgen zusammen, auch die klassische Musik wurde außerordentlich gepflegt, jedes Haus besaß eine gute Bibliothek wissenschaftlicher und schöngeistiger Werke“, schrieb Wilhelm Kaufmann in seinem 1911 veröffentlichten Werk Die Deutschen im amerikanischen Bürgerkriege. Zu den Gästen von Ottomar von Behr zählten Frederick Law Olmsted, der über seinen Besuch in Sisterdale in seinem Buch A Journey to Texas berichtete, und Prinz Paul Wilhelm von Württemberg. Für etwa 15 Jahre, vor allem in den golden years of the 1850s, florierte das Leben im Latin settlement, auch wenn es hin und wieder zu Auseinandersetzungen mit den Comanche kam. 1855, bei einem der Überfälle, töteten die Comanche „auf Dresel’s Farm in Sisterdale, dicht bei dem Platze des Dr. Runge gelegen“ Hermann Runge, den zwanzigjährigen Sohn des Arztes Wilhelm Runge, und skalpierten ihn.
1851 erhielt der Ort das erste Postamt im Comal County mit Ottmar von Behr als postmaster. Des Weiteren bekam Sisterdale ein Schulhaus, eine Wagenwerkstatt, einen general store, ein cotton gin (Egreniermaschine) sowie ein Unternehmen, das Schindeln aus Zypressenholz herstellte. Das „cotton gin“-Gebäude von 1885 ist heute restauriert und wird von den Sister Creek Vineyards genutzt.

## Bürgerkrieg
Die Siedler, die schon entschiedene Gegner der Sklaverei gewesen waren, bevor sie ihren Fuß auf amerikanischen Boden setzten, bildeten einen Freien Verein, der unter anderem Abolitionismus unterstützte. August Siemering, der an der Schule von Sisterdale unterrichtete, wurde zum Schriftführer des Vereins gewählt.
Beim texasweiten Sängerfest im Mai 1854 in San Antonio kam es zu einer Versammlung der Texasdeutschen, die die Abschaffung der Sklaverei unterstützten. Wilhelm Victor Keidel wurde zum Vizepräsidenten der Versammlung gewählt, die ein progressives politisches, soziales und religiöses Programm verabschiedete.
Diese politische Haltung der meisten Texasdeutschen, vor allem in den Latin settlements, einer Hochburg der Unionstreue, führte zur schwersten Krise der Siedlungen, als Texas sich 1862 den Konföderierten anschloss. Die Konföderierten sahen die Freidenker als Bedrohung und Verräter an. Zahlreiche Texasdeutsche im Kendall County entzogen sich der Wehrpflicht durch Flucht. Eduard Degeners Söhne Hugo und Hilmar wurden von der Confederate States Army beim Massaker am Nueces River 1862 wegen Verrats hingerichtet und er selbst inhaftiert, da er sich engagiert gegen die Sklaverei und für die Ziele der Union eingesetzt hatte. An sie und die anderen, insgesamt 34 erschossenen Texasdeutschen erinnert das „Treue der Union“-Denkmal in Comfort (Texas).
Am Ende des Bürgerkriegs war der ganze Kreis auseinandergesprengt. Die Pflanzungen lagen wüst, die Häuser waren ausgeraubt. Julius Dresel war erst nach San Antonio, dann nach Kalifornien gezogen. Ottmar von Behr war schon 1856 auf einer Reise nach Deutschland gestorben; Friedrich Kapp, Edgar von Westphalen und andere zogen nach Deutschland zurück. Louis von Donop wurde von den Indianern getötet; Dr. Runge war 1863 gestorben. Andere hielten sich im Gebirge verborgen oder waren in die Nordstaaten gegangen.
August Siemering schloss seinen Bericht über Sisterdale 1878 so: „Die Salons haben sich in ehrsame Bauernwohnungen umgewandelt; es werden keine Vorträge mehr gehalten, und selbst die Erinnerung an die schönen Tage, die das prächtige Thal einst gesehen, stirbt mit denen, die sie durchlebt.“

## Sisterdale Valley District
Die Erinnerung an die Geschichte von Sisterdale wird durch den Sisterdale Valley District bewahrt. Dieser ist ein Historic District, der 1975 in das National Register of Historic Places aufgenommen wurde. Dazu zählen 15 contributing buildings und sechs weitere contributing structures. Eins der historischen Gebäude ist ein Tanzsaal aus den 1890er Jahren.

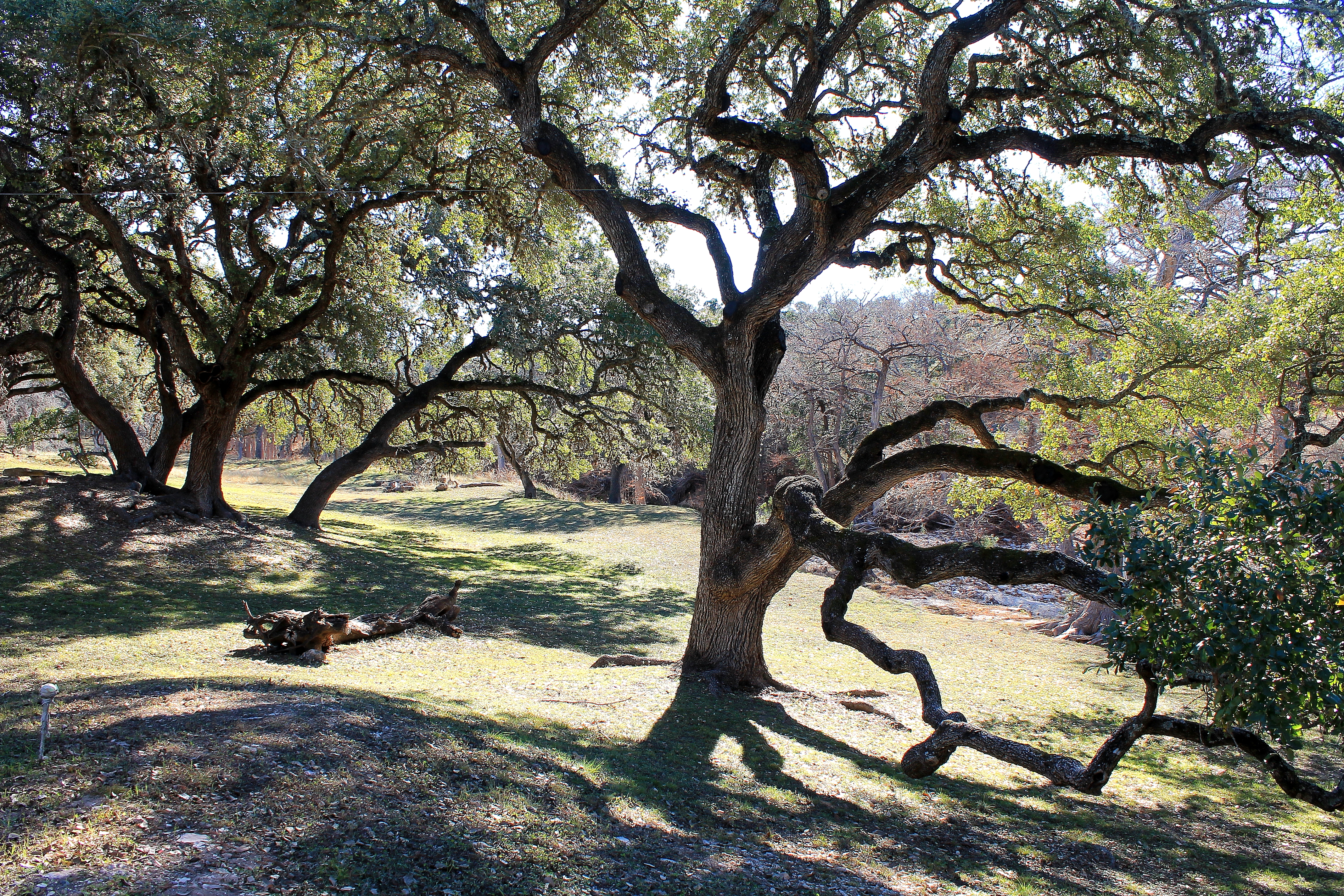
Grundstück der Sisterdale Dancehall
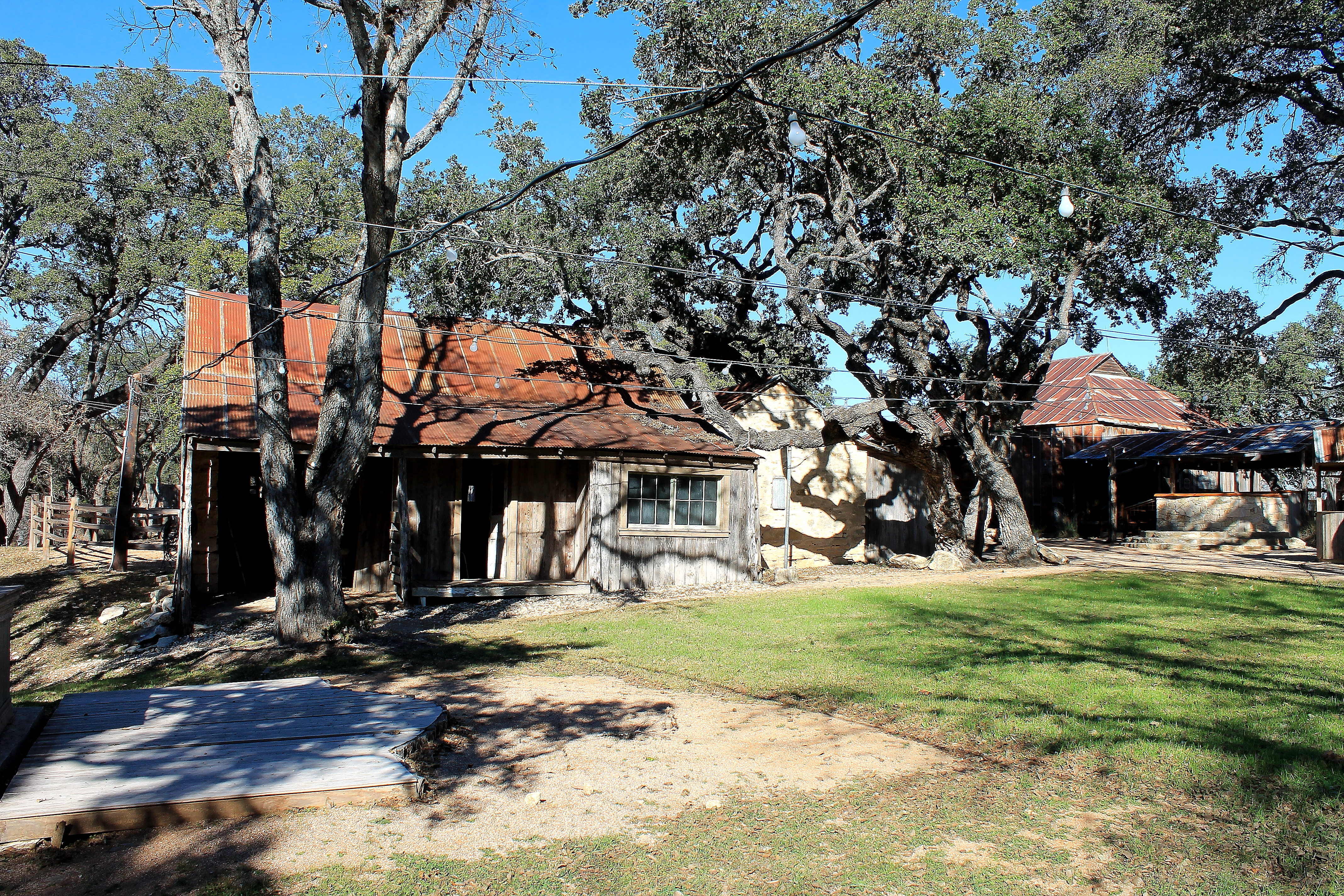
Altes Gebäude in Sisterdale
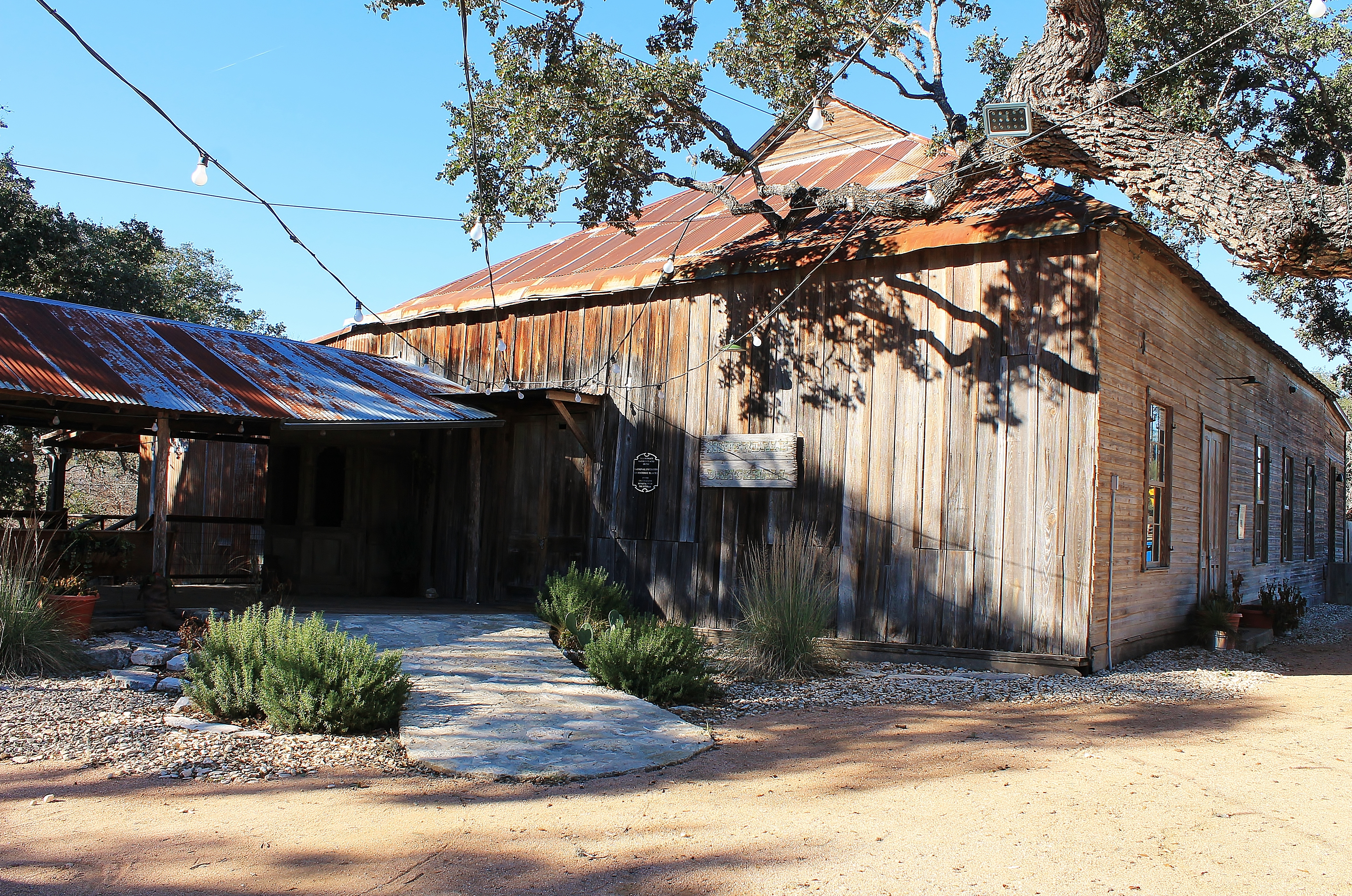
Sisterdale Dancehall
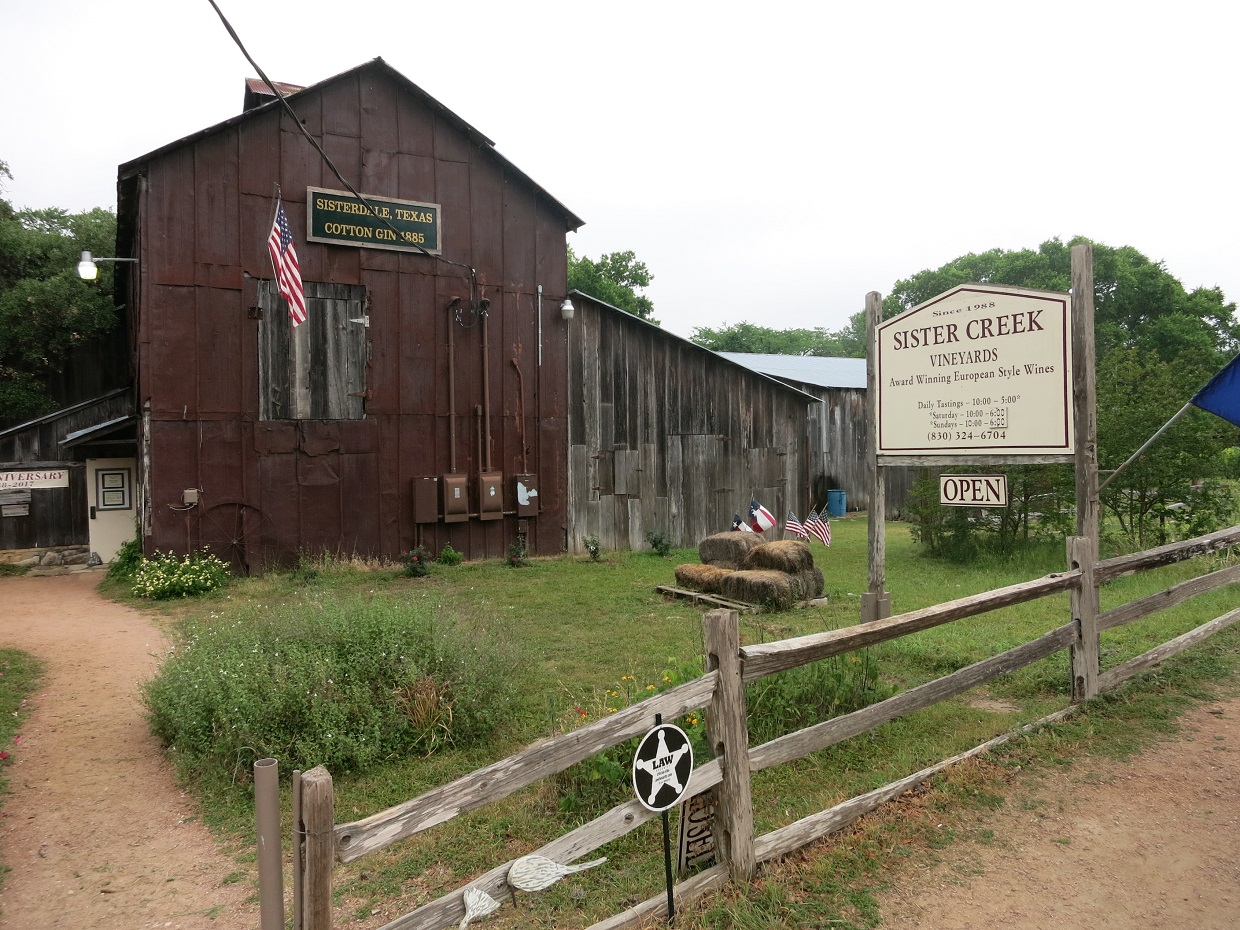
Sister Creek Vineyards
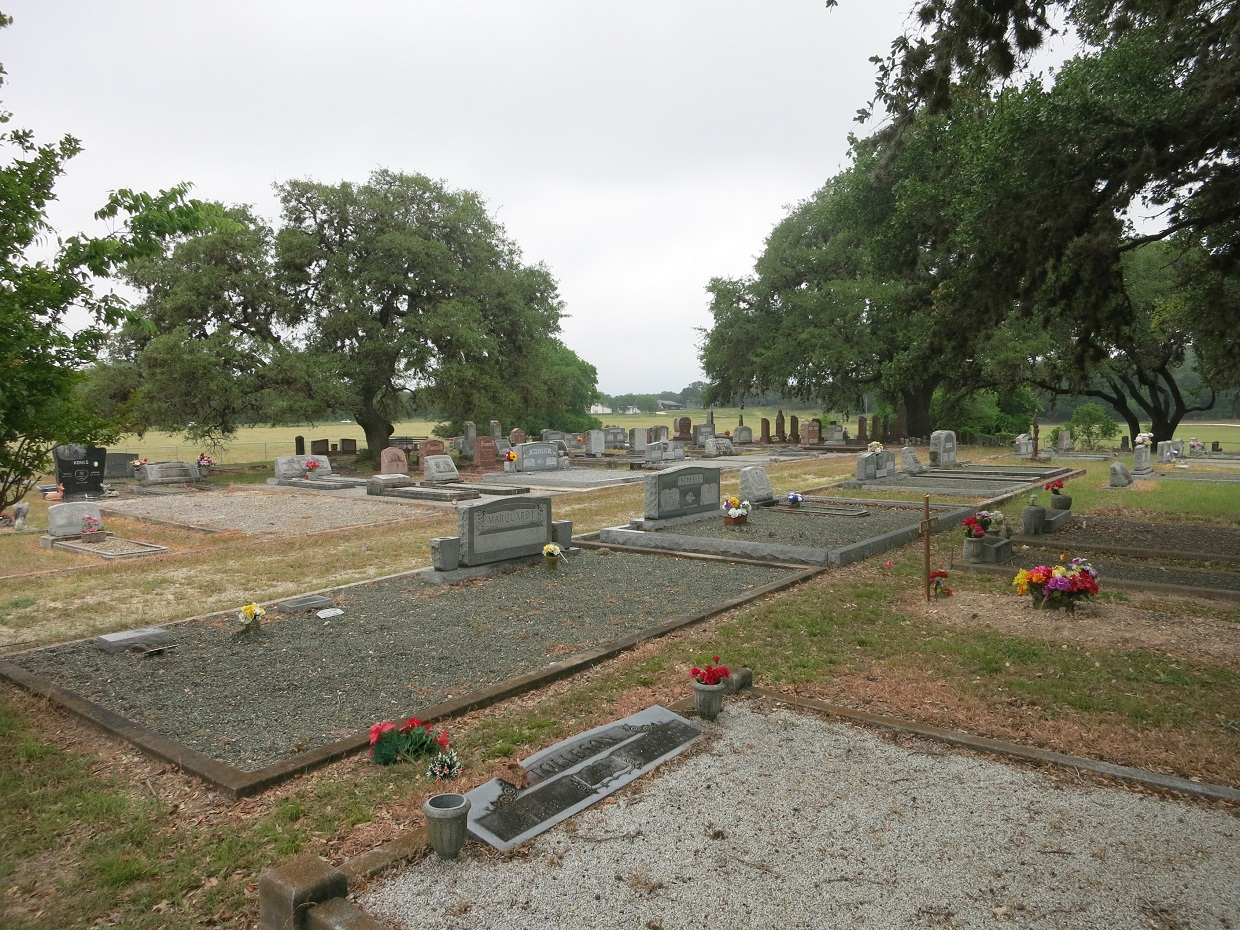
Friedhof in Sisterdale
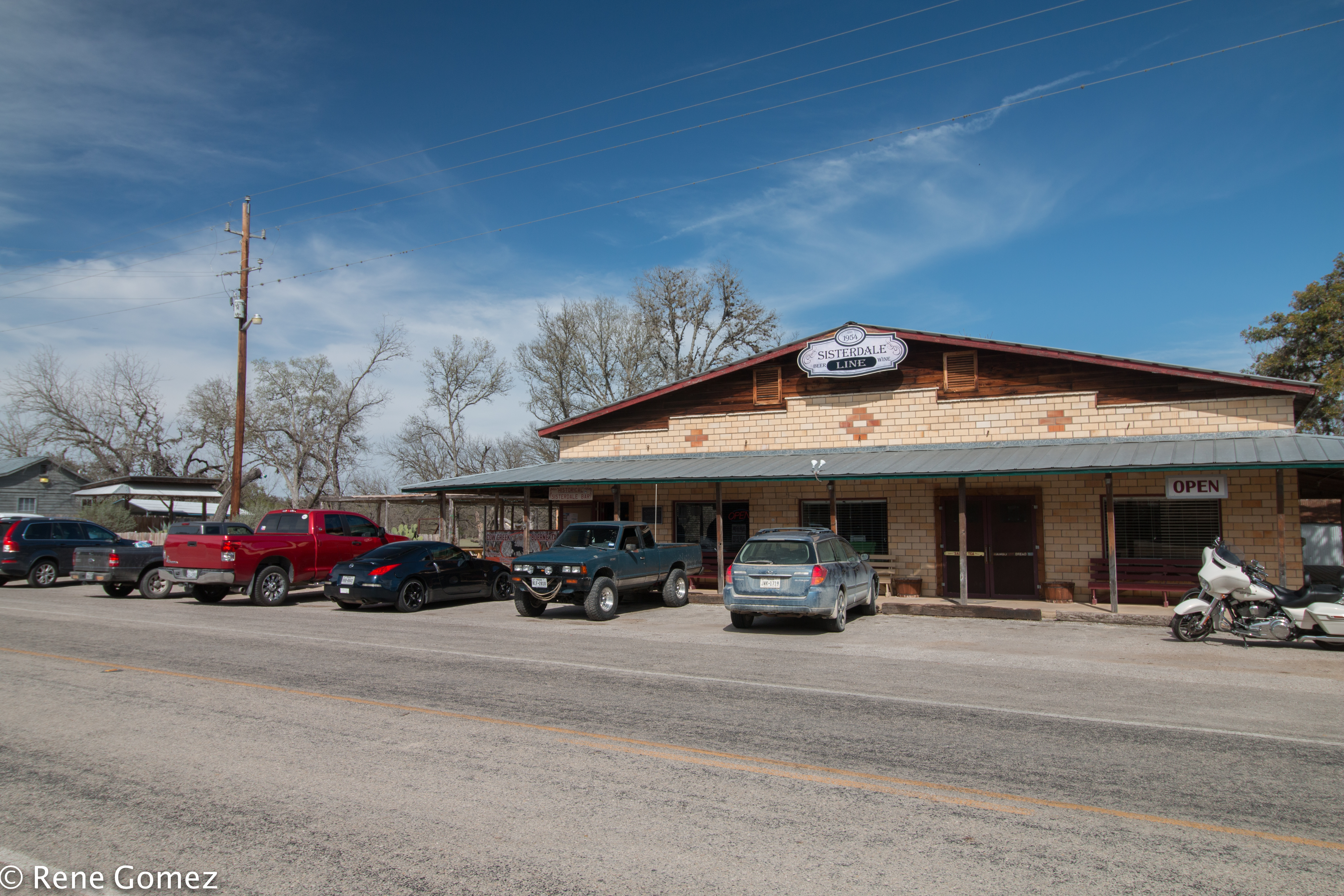
Bar in Sisterdale